# Irbisia solani
Irbisia solani är en insektsart som först beskrevs av Heidemann 1910.  Irbisia solani ingår i släktet Irbisia och familjen ängsskinnbaggar. Inga underarter finns listade i Catalogue of Life.